# Barbara Stanwyck
Barbara Stanwyck (16 tháng 7 năm 1907 – 20 tháng 1 năm 1990) là một nữ diễn viên của điện ảnh và truyền hình Hoa Kỳ. Bà được biết tới qua những vai diễn xuất sắc trong nhiều bộ phim của các đạo diễn Cecil B. DeMille, Fritz Lang, Billy Wilder và Frank Capra. Stanwyck đồng thời cũng là một diễn viên tên tuổi của truyền hình Mỹ, bà từng dành ba giải Emmy và một giải Quả cầu vàng cho những vai diễn trên truyền hình. Không chiến thắng trong cả bốn lần được đề cử giải Oscar, bà đã được trao tặng Giải Oscar danh dự vào năm 1982, bà là nữ diễn viên thứ 3 được Viện phim Mỹ trao Giải Thành tựu trọn đời và năm 1987. Năm 1999 Viện phim Mỹ đã bầu chọn Barbara Stanwyck ở vị trí thứ 11 trong danh sách những nữ diễn viên xuất sắc nhất của Hollywood.

## Tiểu sử
Barbara Stanwyck sinh năm 1907 tại Brooklyn, Thành phố New York với tên khai sinh Ruby Katherine Stevens. Ruby là con út trong gia đình của Byron và Catherine McGee Stevens, năm cô bé lên 4 tuổi thì bà Catherine bị một người say rượu lạ mặt giết chết, chỉ một thời gian ngắn sau đó bố của Ruby lên đường tham gia công trình Kênh đào Panama và không bao giờ quay trở lại. Năm 13 tuổi, Ruby bỏ học để làm nghề đóng gói trong một cửa tiệm ở Brooklyn. Sau khi làm nhiều công việc khác nhau, Ruby nhận được một công việc nhỏ trong đoàn nghệ thuật Ziegfeld Follies vào năm 1922.

## Sự nghiệp

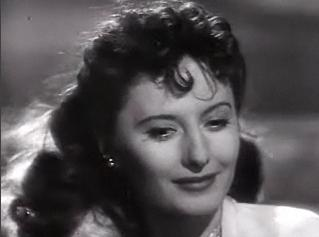
Barbara Stanwyck trong The Lady Eve (1941)

Năm 1926, Ruby được Willard Mack tuyển vào một vai nhỏ trong vở kịch The Noose tuy tác phẩm sau khi công diễn không thu được thành công nhưng sự nghiệp nghệ thuật của Ruby bắt đầu được mở rộng. Cô bắt đầu lấy nghệ danh là Barbara Stanwyck với Barbara xuất phát từ tên của Barbara Frietchie còn Stanwyck là họ của diễn viên Anh Jane Stanwyck. Tháng 10 năm 1926 vở The Noose được công diễn một lần nữa và gặt hái thành công rực rỡ với 197 buổi diễn kéo dài trong 9 tháng liên tục.
Được chú ý sau vai diễn trong The Noose, Barbara Stanwyck có vai diễn điện ảnh đầu tiên trong Broadway Nights. Trong suốt sự nghiệp của mình, bà đã tham gia chừng 100 bộ phim và có được 4 đề cử giải Oscar ở hạng mục Vai nữ chính cho các phim Stella Dallas (1937), Ball of Fire (1941), Double Indemnity (1944) và Sorry, Wrong Number (1948). Barbara Stanwyck còn có các vai diễn xuất sắc khác trong Cattle Queen of Montana, Union Pacific (1939) hay The Lady Eve (1941). Năm 1944 bà được coi là nữ diễn viên được trả thù lao cao nhất ở Hollywood. Phía sau màn ảnh, Barbara Stanwyck được biết tới là một người dễ gần và tốt bụng đối với mọi thành viên trong đoàn làm phim, Frank Capra đã nhận xét rằng Stanwyck có lẽ là người sinh ra để được tất cả đạo diễn, diễn viên, thành viên đoàn làm phim yêu quý, nếu như ở Hollywood có một cuộc bầu chọn về người được yêu quý nhất thì Stanwyck sẽ lập tức giành giải nhất. Bà đã được trao tặng Giải Oscar danh dự vào năm 1982, Stanwyck là nữ diễn viên thứ 3 được Viện phim Mỹ trao Giải Thành tựu trọn đời và năm 1987. Năm 1999 Viện phim Mỹ đã bầu chọn Barbara Stanwyck ở vị trí thứ 11 trong danh sách những nữ diễn viên xuất sắc nhất của Hollywood
Kể từ cuối thập niên 1950, danh tiếng của Stanwyck ở Hollywood bắt đầu suy giảm, bà quyết định chuyển sang lĩnh vực truyền hình. Barbara Stanwyck nhanh chóng có được thành công trong lĩnh vực mới khi bà được trao Giải Emmy nhờ loạt chương trình The Barbara Stanwyck Show. Trong giai đoạn 1965-1969, bà tham gia loạt phim truyền hình miền Tây The Big Valley và có được giải Emmy thứ hai nhờ vai diễn xuất sắc trong loạt phim này. Barbara Stanwyck có giải Emmy thứ ba nhờ vai diễn trong loạt phim truyền hình The Thorn Birds, chuyển thể từ tiểu thuyết cùng tên. Từ năm 1986 bà bắt đầu rút lui hoàn toàn khỏi ngành công nghiệp giải trí để dành thời gian cho các công việc từ thiện. Bà qua đời năm 1990 tại Bệnh viện St. John's ở Santa Monica, California.